# Simeon II Bekbulatovich
Simeon II Bekbulatovich ( ? - 1616), tên là một vị Khan của quốc gia Qasim và đã tham gia quân đội Nga dưới thời gian đầu của triều đại Ivan IV. Sau thời kỳ của Oprichnina (1565-1572), Ivan IV nắm quyền trên toàn cõi nước Nga. Simeon gia nhập quân đội Nga sau khi Sa hoàng kết hôn với người dì của mình, bà Kochenei (năm 1561) và tuyên bố theo đạo Chính thống Nga. Simeon tham gia chiến tranh Livonia với chức vụ là trung đoàn trưởng và rất được quân lính dưới quyền kính trọng.

## Lên ngôi Sa hoàng
Quá bận với chiến tranh Livonia, Ivan IV giao quyền lãnh đạo nước Nga cho Simeon (tháng 9 - 10/1575). Simeon II lên ngôi, tự coi mình là "Ivan của Moscow". Các nhà sử học có một số ý kiến về lý do tại sao Ivan đã làm điều này. Trong thời gian một năm "cai trị" của mình tại điện Kremlin, Simeon kết hôn với Anastasia Mstislavskaya, cháu gái của Ivan III Vĩ đại. 

## Thoái vị
Năm 1576, Simeon tuyên bố thoái vị và được Sa hoàng Ivan IV bổ nhiệm làm Hoàng tử của Tver và Torzhok. Năm 1585, Sa hoàng lại vời ông ra giữ vùng đất quan trọng là Kushalov. Năm 1595, Simeon bị mù do một âm mưu từ Sa hoàng mới là Boris Godunov nhằm chống lại việc ông (Simeon) và quý tộc từ chối ngôi vị hợp pháp của Godunov. Sau khi Godunov vừa chết và đất nước bị loạn lạc, Simeon rút về sống trong các tu viện. Đầu tiên, ông sống ở Tu viện Kirillo-Belozersky với tên mới là Stefan (tu viện này về sau bị Dmitriy I (giả) tấn công và buộc phải đổi tên thành Tu viện Stefan). Khi Vasily Shuiskii lên ngôi, ông bị buộc phải dời đến sống ở Tu viện Solovki vào ngày 29 tháng 5 , 1606.
Năm 1612, Stefan trở về Tu viện Kirilo-Belozersk. Dưới thời Sa hoàng Mikhail I Fedorovich, ông trở về Moskva và cư trú tại Tu viện Simonov cho đến khi ông qua đời năm 1616. Ông được chôn cất tại Tu viện Simonov bên cạnh vợ ông, người đã qua đời ngày 7 tháng 6 năm 1607 sau khi bị buộc phải thành nữ tu Alexandra